# Banque VDK
Pour les articles homonymes, voir VDK.
La banque VDK ou  VDK Bank, anciennement VDK Spaarbank, est une banque commerciale belge. Elle se présente comme une banque éthique. À l'origine, son prédécesseur direct a été fondé au sein du mouvement ouvrier chrétien.

## Histoire
En 1926, la Volksspaarwezen, un système public d'épargne est fondé à Gand. Ce réseau fût créé par les travailleurs, dont des enseignants et des employés, qui géraient l'agence en parallèle de leur travail. Progressivement, un réseau d'agences s'est formé et a évolué pour devenir une caisse d'épargne. Après la crise des années 1930, une loi est adoptée pour séparer les banques d'épargne et les banques d'affaires, et en 1934, le système d'épargne populaire est rebaptisé Volksdepositokas (VDK). Alors que les caisses d'épargne chrétiennes d'Anvers et de Bruxelles, entre autres, ont fusionné avec la Coopérative Ouvrière Belge (BAC), la VDK, elle, a continué à fonctionner de façon indépendante. En accord avec la BAC, la VDK a pu se développer considérablement après la Seconde Guerre mondiale dans les districts de Gand et d'Eeklo dans la province de Flandre-Orientale.
En 1980, la VDK Spaarbank rachète  l'ancien garage Ford de la Sint-Michielsplein à Gand à la famille Vandersmissen. Elle y installe son siège social en 1984. Le 27 août 1992, la société coopérative d'investissement à finalité sociale Incofin CVSO est lancée par la caisse d'épargne VDK, l'ASBL ACT (aujourd'hui ASBL TRIAS) et l'ONG Disop. Incofin démarre avec un capital initial de 5 millions de francs belges (123 946 euros) et a pour objectif social de participer aux risques des partenaires locaux et des petits entrepreneurs qui investissent dans le tiers monde (te participeren in het risico dat lokale partners en kleine ondernemers in de derde wereld nemen).  Incofin SCFS veut offrir la possibilité à davantage de PME de se lancer, et les aider à réussir. En 2017, Incofin fête ses 25 ans et son capital dépasse pour la première fois les 40 millions d'euros. Incofin CVSO comptait plus de 2 200 actionnaires en 2020 et 44 partenaires financiers locaux qui fournissent également un soutien technique sur mesure aux clients qui recouraient dans la majorité des cas à des microcrédits. 
En 1993, BAC change son nom en BACOB, et se développe pour devenir la société commerciale Artesia Banking Corporation, pour être ensuite absorbée par la banque franco-belge Dexia après l'an 2000. En conséquence, VDK perd son exclusivité dans la région de Gand-Eeklo, mais a pu développer ses activités en Flandre-Orientale et Flandre-Occidentale. En 1999, une tentative de fusion de la caisse d'épargne VDK avec Artesia (prédécesseur de Belfius) est bloquée par le mouvement ouvrier chrétien. 
Étant donné son origine, la banque VDK a toujours accordé une grande attention aux droits du travail et aux droits de l'homme dans ses investissements et ses prêts. Au cours des dernières décennies, celle-ci s'est également positionnée comme une banque durable et éthique. Le 28 juin 2017, la banque est rebaptisée VDK Bank et le 13 novembre 2019, elle crée avec les banques Crelan, AXA Bank,  Argenta et bpost, Jofico, une coentreprise pour l'achat, la gestion et la maintenance de guichets automatiques communs. En 2019, le bilan de  la banque VDK atteignait 4,258 milliards d'euros, avec un bénéfice de 16,121 millions d'euros et des capitaux propres s'élevant à 328,886 millions d'euros. La banque comporte alors 273 employés (248,35 ETP) dans 70 bureaux ainsi qu'un peu moins de 140 000 clients. En août 2020, l'ancien président de Groen, Wouter Van Besien, devient le coordinateur bancaire durable et éthique de la banque VDK.

## Équipe de direction
La banque VDK est toujours restée entre les mains du mouvement ouvrier chrétien local. Jusqu'en 2016, les entités suivantes, liées par un pacte d'actionnaires, contrôlent un peu plus de la moitié des actions: la société d'investissement Volksvermogen (17 %), l'ASBL De Kade (16 %) et le syndicat CSC-Metea (11 %). Une organisation liée à la caisse maladie chrétienne et plusieurs familles gantoises font également partie de ce groupe.
L'implosion de Dexia en 2008 à d'importantes conséquences pour le groupe Arco qui détenait alors 20,1 % des actions. Après une longue négociation, une solution est proposée par Alain Bostoen, PDG de la société gantoise de chimie et détergent Christeyns et également actionnaire du bancassureur KBC, pour acquérir 4% des actions de la banque VDK. Les actions restantes ont été achetées à Arco par le groupe des actionnaires majoritaires. Il est supposé que cela s'est produit au prorata de la participation existante dans vdk bank, ce qui fait que Volks Vermogen reste le principal actionnaire. A ce moment, l'opération valorisait les fonds propres de la banque à 200 millions d'euros. 17,8 % des actions sont toujours détenues par Belfius qui n'a pas été impliquée dans la recherche d'un repreneur pour les actions Arco.
Les principaux managers début 2022 sont :
- Président du comité exécutif : Leen Van den Neste
- Membre du comité exécutif : Frank Vereecken
- Membre du comité exécutif : Geert Van Caenegem
- Membre du comité exécutif : Michael Voordeckers
- Président du Conseil : Louis Vervloet
- Secrétaire général : Pieterjan Vandenhout